# Vicente Cañas
Vicente Cañas S.J.(Alborea, Albacete, 22 de octubre de 1939-Mato Grosso, 6 de abril de 1987), también conocido por su nombre indígena Kiwxi, fue un misionero jesuita español reconocido por realizar en 1974 el primer contacto pacífico con la tribu Enawenê-Nawê en el estado de Mato Grosso en la Amazonia brasileña. 
Vivió con dicha tribu durante más de diez años y adoptó plenamente su forma de vida y costumbres. Defendió sus derechos ante el Estado brasileño y luchó por la demarcación del río Preto como parte del medio vital de los Enawenê-Nawê ante ganaderos intrusos y la industria maderera.
Al igual que Chico Mendes y Wilson Pinheiro, murió a manos de aquellos que estaban destruyendo la selva amazónica. Su cuerpo apuñalado fue encontrado en su choza solitaria a la orilla del rio Juruena cuarenta días después de su muerte.
Posteriormente, la investigación de su asesinato se vio empañada por la corrupción y la incompetencia del sistema judicial aunque finalmente fue el comisario de policía quién salió culpable de su muerte.